# Parti socialiste sénégalais
Ne doit pas être confondu avec Parti socialiste (Sénégal).
Pour les articles homonymes, voir Parti socialiste.
Le Parti socialiste sénégalais (PSS) est un ancien parti politique sénégalais.

## Histoire
Le PSS est fondé par Amadou Lamine-Guèye en 1934, à la suite d'une scission avec la SFIO, ou dès 1929 selon d'autres sources.
Le premier congrès se réunit le 30 juin 1935, et le second le 24 novembre de la même année.
En 1936 le PSS rejoint le Front populaire. Avant les élections le PSS crée ses propres milices afin d'assurer la sécurité lors de ses meetings.
En 1937 une liste commune à la SFIO et au PSS remporte les élections municipales à Saint-Louis. Maître Vidal devient maire.
Lors du congrès des 4-5 juin 1938 le PSS décide fusionner avec la SFIO. À la suite de cette décision, un congrès de la nouvelle fédération de la SFIO se réunit à Thiès les 11 et 12 juin.

## Organisation
Guèye était le président du parti. Le maire de Dakar, Armand-Pierre Angrand, en était le Secrétaire général. Maître Vidal, Charles Graziani et Amadou Assane Ndoye étaient les vice-présidents.
Jean Silvandre, futur député, en est également membre.
Le périodique du parti s'intitulait Clartés.